# نعناع هش
النعناع الهش (باللاتينية: Mentha crispata) أو (باللاتينية: Mentha spicata L. subsp. spicata) نوع نباتي يتبع جنس النعناع من الفصيلة الشفوية.

## الموئل والانتشار
موطنه بلاد الشام ومصر والمغرب العربي وتركيا والقوقاز ومعظم مناطق وأوروبا.